# Fünf Orchesterstücke

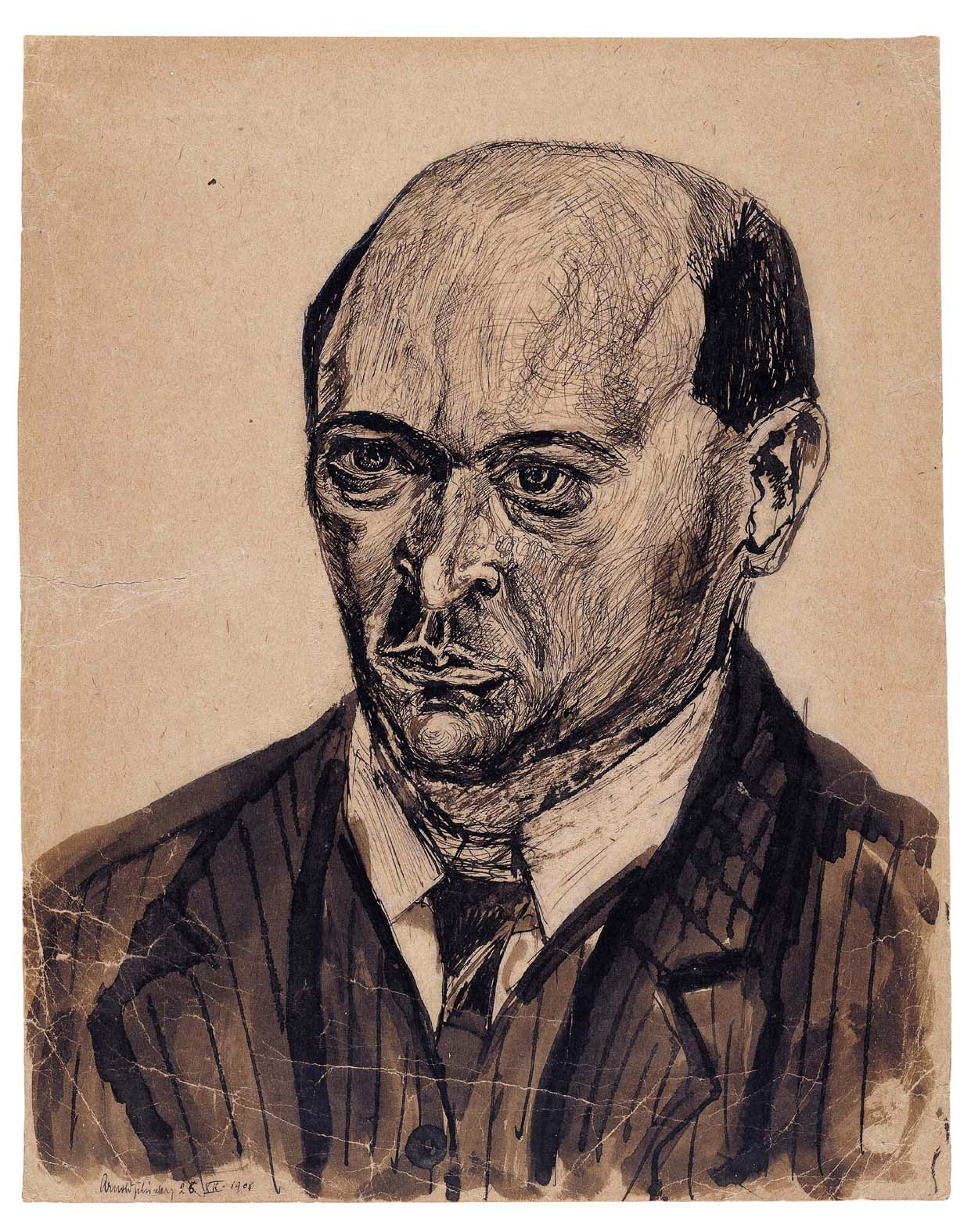
Arnold Schönberg, Selbstporträt, 1908

Die 1909 entstandenen Fünf Orchesterstücke op. 16 des österreichischen Komponisten Arnold Schönberg (1874–1951) wurden 1912 in London uraufgeführt. Sie sind sein einziges Orchesterwerk in freier Atonalität.

## Entstehung und Uraufführung
Arnold Schönberg begann seine Fünf Orchesterstücke im Mai 1909 und vollendete sie August 1909 im niederösterreichischen Steinakirchen, wo er einen Urlaub mit seiner Familie, Alexander Zemlinsky, Alban Berg, Anton Webern und Max Oppenheimer verbrachte. (Unmittelbar danach schloss er mit dem Monodram Erwartung sein erstes Bühnenwerk ab.) Noch vor Fertigstellung bot er sie im Juli 1909 Richard Strauss zur Uraufführung an. Sich der Komplexität und Neuartigkeit seines Werks bewusst, schrieb er: „[…] Ich glaube, diesmal ists wirklich unmöglich die Partitur zu lesen. Fast wäre es nötig ‚auf blinde Meinung‘ sie aufzuführen. Ich verspreche mir allerdings kolossal viel davon, insbesondere Klang und Stimmung. Nur um das handelt es sich – absolut nicht symphonisch, direkt das Gegenteil davon, keine Architektur, kein Aufbau. Bloß ein bunter ununterbrochener Wechsel von Farben, Rhythmen und Stimmungen. Aber, und das ist der Vorteil durch den Sie es vielleicht doch riskieren könnten: sehr kurz! […]“ Strauss lehnte im September 1909 jedoch höflich ab: „Es ist mir sehr schmerzlich, Ihnen Ihre Partituren ohne eine Zusage der Aufführung zurückschicken zu müssen. Sie wissen, ich helfe gern und habe auch Muth. Aber Ihre Stücke sind inhaltlich und klanglich so gewagte Experimente, daß ich vorläufig es nicht wagen kann, sie einem mehr als conservativen Berliner Publikum vorzuführen […]“.
Die Fünf Orchesterstücke waren ursprünglich unbetitelt. Erst auf Wunsch von Henri Hinrichsen, in dessen Verlagshaus Peters 1912 Schönbergs Fünf Orchesterstücke op. 16 erscheinen sollten (die Universal Edition hatte abgelehnt), fand sich der Komponist unwillig zur Findung programmatischer Überschriften bereit, wie ein Tagebucheintrag vom 28. Januar 1912 zeigt: „Im ganzen die Idee nicht sympathisch. Denn Musik ist darin wunderbar, daß man alles sagen kann, so daß der Wissende alles versteht, und trotzdem hat man seine Geheimnisse, die, die man sich selbst gesteht, nicht ausgeplaudert. Titel aber plaudert aus. […]“ Schönbergs Titel (I. Vorgefühle, II. Vergangenes, III. Akkordfärbungen, IV. Peripetie, V. Das obligate Rezitativ) trafen die Vorstellungen des Verlegers hinsichtlich Verkaufsförderung allerdings so wenig, dass sie in der Erstausgabe doch weggelassen wurden und erst in die 1922 erschienene Revision aufgenommen wurden.
Zu einer Teiluraufführung (Stücke Nr. 1, 2 und 4) kam es am 4. Februar 1912 im Berliner Harmonium-Saal in einer Fassung für zwei Klaviere achthändig, die Erwin Stein erstellt hatte. Die Uraufführung der Orchesterfassung fand, gespielt vom Queen’s Hall Orchestra, im Rahmen der Promenade Concerts unter Leitung von Sir Henry Wood am 3. September 1912 in London statt. Schönberg erfuhr so spät von der geplanten Uraufführung, dass er zu seinem Ärger nicht teilnehmen konnte.
Die Aufführung stieß auf breites Unverständnis. Der Musikkritiker Ernest Newman schrieb in The Nation: It is not often that an English audience hisses the music it does not like; but a good third of the people the other day permitted themselves that luxury after the first performance of the five orchestra pieces of Schoenberg. Another third of the audience was not hissing because it was laughing, and the remaining third seemed too puzzled either to laugh or to hiss … („Es geschieht nicht oft, dass ein englisches Publikum die Musik auszischt, die es nicht schätzt; jedoch erlaubte sich ein gutes Drittel der Leute kürzlich diesen Luxus nach der ersten Aufführung der fünf Orchesterstücke von Schönberg. Ein weiteres Drittel des Publikums zischte nicht, weil es stattdessen lachte, und das restliche Drittel schien zu verwirrt, um zu lachen oder zu zischen …“).
1914 erhielt Schönberg die Gelegenheit, sein Werk selbst in London zu dirigieren. Die deutsche Erstaufführung fand 1920 beim 50. Tonkünstlerfest in Weimar durch Peter Raabe statt. In dessen Festschrift  zum 70. Geburtstag (1942) fehlt diese Aufführung in der im Anhang befindlichen sorgfältigen Auflistung der aufgeführten Werke zeitgenössischer Komponisten, denn ein solches Engagement für Schönberg war „systemfremd“, insbesondere für Raabe in seiner Position als Präsident der Reichsmusikkammer.

## Instrumentation und Fassungen
Die Partitur der Fünf Orchesterstücke Arnold Schönbergs sieht in der Erstfassung für großes Orchester folgende Besetzung vor: 2 Flöten, 2 Piccoloflöten, 3 Oboen, Englischhorn, 2 Klarinetten in A, Klarinette in D, Bassklarinette in B, Kontrabassklarinette in A, 3 Fagotte, Kontrafagott, 4 Hörner in F, 3 Trompeten in B, 4 Posaunen, Basstuba, Xylophon, Pauke, Große Trommel, Tamtam, Harfe, Celesta und Streicher.
1920 erstellte Schönberg eine Bearbeitung für Kammerorchester, um eine Aufführung im Rahmen eines Konzertes des Vereins für musikalische Privataufführungen zu ermöglichen. Die Einzelstimmen gingen bald darauf verloren, es existiert lediglich eine Partitur des Erstdrucks, in die Schönberg entsprechende Notizen eintrug. Auf Initiative Schönbergs erstellte sein Schüler und Schwiegersohn Felix Greissle eine neue Version für Kammerorchester, die 1925 erschien.
Nachdem 1922 bereits eine Revision der Erstfassung erfolgt war, schuf Schönberg 1949, hauptsächlich aus aufführungspraktischen Gründen, eine Fassung für Standard-Orchester, in der speziell die umfangreiche Holzbläsergruppe auf gängiges Maß reduziert ist.

## Charakterisierung
Die Aufführungsdauer des Werks beträgt etwa 16 bis 18 Minuten. Die fünf Stücke sind wie folgt überschrieben (Titel gemäß Revision 1922):
1. Vorgefühle (Sehr rasch)
2. Vergangenes (Mäßige Viertel)
3. Farben (Mäßige Viertel)
4. Peripetie (Sehr rasch)
5. Das obligate Rezitativ (Bewegte Achtel)

Schönbergs Musiksprache wandelte sich in den Jahren 1908/1909 von einer stark erweiterten Tonalität hin zur Atonalität (ein Begriff, den er selbst wegen der potenziell negativen Konnotation ablehnte), die zunächst nur in einzelnen Werkteilen oder -sätzen voll zutage trat, etwa den Drei Klavierstücken op. 11 oder einigen Liedern im Buch der Hängenden Gärten op. 15. Die Fünf Orchesterstücke op. 16 sind Schönbergs einziges reines Orchesterwerk in freier Atonalität. Hier werden die Bindungen an einen Grundton ebenso aufgegeben wie die Vorstellung, Dissonanzen seien als Spannungsklänge in Konsonanzen aufzulösen. Zugleich gelten auch auf Tonartbeziehungen fußende Formprinzipien nicht mehr, was in der neutralen Bezeichnung als „Fünf Stücke“ zum Ausdruck kommt, die weder die Monumentalsinfonik Gustav Mahlers, noch den Gattungstypus der Sinfonischen Dichtung fortsetzen wollen.
Im ersten Stück wird der Untergrund über lange Strecken durch ein dreitöniges Motiv gebildet (D–A–Cis), darüber „spielt sich eins der wildesten Ostinati ab, die je geschrieben wurden“, das kanonisch in Vergrößerung und Verkleinerung verläuft.
Im zweiten, mit einer Spieldauer von gut fünf Minuten längsten Stück mit einer gegenüber dem ersten starken Zurückgenommenheit und transparenteren Instrumentation erkennt Winfried Zillig nach anfänglich „entfernter Tristan-Tragik“ Klänge einer „astralen Zartheit und gläsernen Fragilität.“
Das dritte Stück erlangte besondere Bekanntheit, da es in gewisser Hinsicht den Begriff der „Klangfarbenmelodie“ vorwegnimmt, von der im Schlusskapitel der Harmonielehre Schönbergs (1911) die Rede ist; einer Idee, wonach dem gleichen Ton durch bloße Änderung der Klangfarbe ein melodischer Ausdruck verliehen werden kann. Ein fünftöniger Akkord (C–Gis–H–E–A) erscheint in alternierender Färbung und wandert in etwa 60 langsamen, kleinen Tonänderungen fast unmerklich durch die verschiedenen Instrumentengruppen, um am Ende wieder die Ausgangsposition zu erreichen. In der Kammerbesetzung von Greissle (s. o.) wie auch in der Fassung von 1949 für Standard-Orchester ist das Stück, offenbar mit Billigung Schönbergs, poetisierend als Farben (Sommermorgen am See) betitelt.
Das vierte Stück besitzt mit seinem schnellen Dreivierteltakt und triolischen Bildungen den Charakter eines Scherzos.
Im fünften Stück mit seinen Walzer-Anklängen erscheinen trotz des später zugefügten Titels keine rezitativischen Passagen in traditionellem Sinn. Allerdings lässt sich eine an ein Rezitativ erinnernde Hauptstimme ausmachen, die aus kleinsten, mosaikartig verbundenen Motiven besteht, die durch die verschiedenen Instrumente geführt werden.